# Birkenblattblasen
Das Birkenblattblasen ist eine traditionelle Musizierpraxis der Schäfer.

## Instrument und Spieltechnik
Das verwendete Birkenblatt ist kein Laub der Birke, wie der Name vermuten ließe, sondern ein Stück aus der Birkenrinde, von dem die äußeren Schichten so lange abgeschält werden, bis ein dünnes „Blatt“ des Rindenbasts von etwa 0,2 Millimeter Dicke übrigbleibt. Dann wird ein Rechteck von 3–4 mal 5–6 Zentimeter ausgeschnitten und etwa einen Zentimeter unter der Schmalseite eingeknickt. Es gibt auch abgerundete Varianten. Der Spieler stellt sich sein Instrument im Allgemeinen selbst her.
Zum Spielen wird das geknickte Blatt mit zwei oder drei Fingern von außen gegen die Lippen gedrückt, mit dem umgeknickten Rand nach oben und vom Körper wegzeigend. Die Unterlippe ruht dabei dicht unterhalb des Knicks, während die Oberlippe auf dem oberen Rand des Blattes den Mund abschließend aufliegt. Bei genügend starkem Blasen beginnt das Blättchen wegen seiner Elastizität von der Oberlippe weg und zurück zu vibrieren. Es entsteht ein Ton. Die Tonhöhe kann durch jeweilige Mundhöhlen- und Lippenstellung sowie die Stärke des Luftstroms variiert werden. Die Beherrschung des Instruments setzt ein langes und intensives Üben voraus.
Der zu erzielende Tonumfang überdeckt reichlich die zweigestrichene Oktave (etwa von a’ bis f’’’). Die Klangfarbe ähnelt jener der Oboe oder ist noch schärfer.
Gemäß der Einteilung der Musikinstrumente nach der Hornbostel-Sachs-Systematik lässt sich das Birkenblatt den freien Aerophonen, dort in der weiteren Unterteilung den „selbstklingenden Unterbrechungsaerophonen mit aufschlagender Zunge“ oder den „Bandzungen“, ansonsten wie das Seidenpapier beim Kammblasen den freien Mirlitonen zuordnen.

## Verbreitung und Entwicklung
In Deutschland war das Birkenblattblasen historisch stets mit der Schäferei verknüpft. Es war verbreitet in den jetzigen Gebieten von Brandenburg, Sachsen, Thüringen, Hessen, Franken und Bayern. Belegt ist es auch für Österreich und Rumänien. Es soll aber auch in Polen, Schweden, Ungarn, Südosteuropa sowie im europäischen Teil von Russland bekannt sein.
Die Bindung an den Schäferstand war auch im Harz und seinem nördlichen Vorland nicht anders. Die Kunst des Blasens wurde, wie woanders auch, von Generation zu Generation weitergegeben. Der Schäfer blies vorwiegend zu seinem eigenen Vergnügen, aber gelegentlich auch in Spinnstuben oder spontan auf einem Dorffest. Trafen sich zwei Schäfer, konnte auch zweistimmig gespielt werden. Gespielt wurden Volks- oder Tanzweisen.
Die Situation änderte sich, als 1938 der Leiter einer Harzer Trachtengruppe zwei birkenblattblasende Schäfer für sein Ensemble engagierte. Nun wollten andere Gruppen nachziehen und ließen Nichtschäfer das Birkenblattblasen erlernen. Dadurch und mit der Änderung des Profils des Schäferberufs löste sich das Birkenblattblasen von der Schäferei und wurde zur volkstümlichen Attraktion, wenngleich die Bläser häufig noch in Schäfertracht auftreten. So ist das Birkenblattblasen im engsten Sinne keine berufsgebundene Volkskunst mehr, dennoch wird im Harz und seinem nördlichen Vorland über die Folkloregruppen diese alte Tradition erhalten.
In Österreich wurde 2009 vom Steirischen Volksliedwerk ein Kurs im Birkenblattblasen angeboten.